# John Pound
John Pound est un auteur de bande dessinée, illustrateur et dessinateur américain. 
Actif dans la scène des comix au tournant des années 1970, et proche des fondateurs du Comic-Con de San Diego en 1973, il est surtout connu pour avoir dessiné en 1984, la première série de cartes à collectionner des Crados, sur une idée d'Art Spiegelman. Il produit depuis la fin des années 1980 des bandes dessinées générées par ordinateur, les « Ran Dum Comics ».

## Prix et récompenses
- 1982 : Prix Inkpot